# Neobatrachus wilsmorei
Espèce
Synonymes
- Heleioporus wilsmorei Parker, 1940

Statut de conservation UICN

 LC  : Préoccupation mineure
Neobatrachus wilsmorei est une espèce d'amphibiens de la famille des Limnodynastidae.

## Répartition
Cette espèce est endémique de l'Ouest de l'Australie-Occidentale. Elle se rencontre jusqu'à 900 m d'altitude,.

## Étymologie
Cette espèce pourrait être nommée en l'honneur de Norman Thomas Mortimer Wilsmore (1868-1940).

## Publication originale
- Parker, 1940 : The Australasian frogs of the family Leptodactylidae. Novitates Zoologicae, vol. 42, no 1, p. 1-107 (texte intégral).